# 26e cérémonie des British Academy Film Awards
Pour la cérémonie des BAFTAs récompensant la télévision, voir la 20e cérémonie des British Academy Television Awards.
La 26e cérémonie des British Academy Film Awards, organisée par la British Academy of Film and Television Arts, s'est déroulée en 1973 et a récompensé les films sortis en 1972.

## Palmarès

### Meilleur film
- Cabaret
  - Orange mécanique (A Clockwork Orange)
  - French Connection (The French Connection)
  - La Dernière Séance (The Last Picture Show)

### Meilleur réalisateur
- Bob Fosse pour Cabaret
  - Stanley Kubrick pour Orange mécanique (A Clockwork Orange)
  - William Friedkin pour French Connection (The French Connection)
  - Peter Bogdanovich pour La Dernière Séance (The Last Picture Show)

### Meilleur acteur
(ex æquo)
- Gene Hackman pour le rôle du détective Jimmy "Popeye" Doyle dans French Connection (The French Connection)
- Gene Hackman pour le rôle du révérend Frank Scott dans L'Aventure du Poséidon (The Poseidon Adventure)
  - Marlon Brando pour le rôle de Don Vito Corleone dans Le Parrain (The Godfather)
  - Marlon Brando pour le rôle de Peter Quint dans Le Corrupteur (The Nightcomers)
  - George C. Scott pour le rôle du Dr Herbert "Herb" Bock dans L'Hôpital (The Hospital)
  - George C. Scott pour le rôle de  Justin Playfair dans Le Rivage oublié (They Might Be Giants)
  - Robert Shaw pour le rôle de Randolph Churchill dans Les Griffes du lion (Young Winston)

### Meilleure actrice
- Liza Minnelli pour le rôle de Sally Bowles dans Cabaret
  - Stéphane Audran pour le rôle d'Hélène David dans Le Boucher
  - Anne Bancroft pour le rôle de Lady Jennie Churchill dans Les Griffes du lion (Young Winston)
  - Dorothy Tutin pour le rôle de Sophie Brzeska dans Savage Messiah

### Meilleur acteur dans un rôle secondaire
- Ben Johnson pour le rôle de Sam the Lion dans La Dernière Séance (The Last Picture Show)
  - Max Adrian pour le rôle de Mr Max / Lord Hubert Brockhurst dans The Boy Friend
  - Robert Duvall pour le rôle de Tom Hagen dans Le Parrain (The Godfather)
  - Ralph Richardson pour le rôle du roi George IV dans Lady Caroline Lamb

### Meilleure actrice dans un rôle secondaire
- Cloris Leachman pour le rôle de Ruth Popper dans La Dernière Séance (The Last Picture Show)
  - Eileen Brennan pour le rôle de Genevieve dans La Dernière Séance (The Last Picture Show)
  - Marisa Berenson pour le rôle de Natalia Landauer dans Cabaret
  - Shelley Winters pour le rôle de Belle Rosen dans L'Aventure du Poséidon (The Poseidon Adventure)

### Meilleur scénario
(ex æquo)
- L'Hôpital (The Hospital) – Paddy Chayefsky
- La Dernière Séance (The Last Picture Show) – Larry McMurtry et Peter Bogdanovich
  - Orange mécanique (A Clockwork Orange) – Stanley Kubrick
  - Cabaret – Jay Presson Allen

### Meilleure direction artistique
- Cabaret – Rolf Zehetbauer
  - Orange mécanique (A Clockwork Orange) – John Barry
  - Lady Caroline Lamb – Carmen Dillon
  - Les Griffes du lion (Young Winston) – Donald M. Ashton et Geoffrey Drake

### Meilleurs costumes
(ex æquo)
- Alice au pays des merveilles (Alice's Adventures in Wonderland) – Anthony Mendleson
- Macbeth (The Tragedy of Macbeth) – Anthony Mendleson
- Les Griffes du lion (Young Winston) – Anthony Mendleson
  - Cabaret
  - Le Parrain (The Godfather)

### Meilleure photographie
(ex æquo)
- Alice au pays des merveilles (Alice's Adventures in Wonderland) – Geoffrey Unsworth
- Cabaret – Geoffrey Unsworth
  - Orange mécanique (A Clockwork Orange) – John Alcott
  - Délivrance (Deliverance) – Vilmos Zsigmond
  - Images – Vilmos Zsigmond
  - John McCabe (McCabe & Mrs. Miller) – Vilmos Zsigmond
  - Le Jardin des Finzi-Contini (Il giardino dei Finzi-Contini) – Ennio Guarnieri

### Meilleur montage
- French Connection (The French Connection) – Gerald B. Greenberg
  - Cabaret – David Bretherton
  - Orange mécanique (A Clockwork Orange) – William Butler
  - Délivrance (Deliverance) – Tom Priestley

### Meilleur son
- Cabaret
  - Orange mécanique (A Clockwork Orange)
  - Délivrance (Deliverance)
  - French Connection (The French Connection)

### Meilleure musique de film
Anthony Asquith Award
- Le Parrain (The Godfather) – Nino Rota
  - Lady Caroline Lamb – Richard Rodney Bennett
  - Macbeth (The Tragedy of Macbeth) – The Third Ear Band
  - Les Griffes du lion (Young Winston) – Alfred Ralston

### Meilleur court-métrage
The John Grierson Award
- Memorial – James Allen
  - Acting in Turn – Robin Jackson
  - History of the Motor Car – Bill Mason
  - The Tide of Traffic – Derek Williams

### Meilleur film spécialisé
- Cutting Oils and Fluids
  - We Call It Petrol
  - What Did You Learn at School Today?
  - What Is Life?

### United Nations Awards
- Le Jardin des Finzi-Contini (Il giardino dei Finzi-Contini)
  - A Day in the Death of Joe Egg
  - Family Life
  - Une journée d'Ivan Denissovitch (One Day in the Life of Ivan Denisovich)

### Meilleur nouveau venu dans un rôle principal
Récompense les jeunes acteurs dans un rôle principal.
- Joel Grey pour le rôle du maître de cérémonie dans Cabaret
  - Bud Cort pour le rôle de Harold Chasen dans Harold et Maude (Harold and Maude)
  - Al Pacino pour le rôle de Michael Corleone dans Le Parrain (The Godfather)
  - Simon Ward pour le rôle de Winston Churchill dans Les Griffes du lion (Young Winston)

### Fellowship Awards
Récompense la réussite dans les différentes formes du cinéma
- Grace Wyndham Goldie

## Récompenses et nominations multiples

### Nominations multiples
Films
 11  : Cabaret
 7  : Orange mécanique
 6  : La Dernière Séance, Les Griffes du lion
 5  : French Connection, Le Parrain
 3  : Lady Caroline Lamb, Délivrance
 2  : L'Aventure du Poséidon, L'Hôpital, Alice au pays des merveilles, Le Jardin des Finzi-Contini
Personnalités
 3  : Anthony Mendleson et Vilmos Zsigmond
 2  : Stanley Kubrick, Peter Bogdanovich, Gene Hackman, Marlon Brando, George C. Scott et Geoffrey Unsworth

### Récompenses multiples
Légende : Nombre de récompenses/Nombre de nominations
Films
 7 / 11  : Cabaret
 3 / 6  : La Dernière Séance
 2 / 2  : Alice au pays des merveilles
 2 / 5  : French Connection
Personnalités
 3 / 3  : Anthony Mendleson
 2 / 2  : Gene Hackman et Geoffrey Unsworth

### Les grands perdants
0 / 7  : Orange mécanique
 1 / 6  : Les Griffes du lion
 1 / 5  : Le Parrain